# Schwaighof (Velburg)
Der Schwaighof  ist ein Ortsteil und eine unbewohnte Einöde in der Stadt Velburg im Landkreis Neumarkt in der Oberpfalz in Bayern.

## Geografische Lage
Die Einöde liegt am Fuße des 613 Meter hohen Burgbergs, auf dem sich die Burgruine Helfenberg befindet. Diese ist in die Denkmalliste eingetragen.
Die Gebäude des Schwaighofes wurden überwiegend aus Steinresten der Burg erbaut. In den 1970/1980er Jahren wurde der Schwaighof verlassen. Er ist heute unbewohnt und in einem schlechten Zustand.

## Geschichte
Der Ort besteht aus einem Oberpfälzer Bauernhaus mit Stall und Scheune sowie einem Pflanzgarten. Dialektmäßig wird der Schwaighof als „Schoahof“ bezeichnet.